# Arcidiocesi di Herat
L'arcidiocesi di Herat è un'antica sede metropolitana della Chiesa d'Oriente, attestata dal V all'XI secolo.

## Storia
Herat, oggi nell'Afghanistan nord-occidentale, era la capitale di una delle province dell'impero sasanide, denominata Harēv, nome antico dell'odierna città, nella parte meridionale del Grande Khorasan.
La diocesi di Herat è documentata per la prima volta nel sinodo indetto dal catholicos Mar Dadisho I nel 424, al quale prese parte il vescovo Yazdoi. Nel V secolo sono noti altri due vescovi di Herat, Gabriele e Yazdad, che presero parte a sinodi nestoriani rispettivamente nel 486 e nel 497.
Sconosciuta è la data esatta dell'elevazione di Herat al rango di sede metropolitana. Nell'elenco delle metropolie della Chiesa d'Oriente, contenuto negli atti sinodali del 554, Herat non è presente. Nel sinodo del 585 è invece documentato il primo metropolita noto di Herat, Gabriele, che non era presente alla riunione, ma che si fece rappresentare dal sacerdote Daniele. Herat divenne perciò sede metropolitana tra il 554 e il 585; per questo motivo Abu l-Faraj al-Tayyib (XI secolo) attribuisce questa promozione al patriarca Ishoʿyahb I (581-595/596), mentre sarebbe errata l'indicazione di Abdisho bar Berika (XIV secolo) che l'attribuisce al patriarca Slibaʿzkha (inizio dell'VIII secolo).
Nel sinodo del 585, il diacono Eliseo rappresentò il vescovo Habib di Pūšang, località nei pressi di Herat. È presumibile che questa sede fosse una delle suffraganee di Herat. Nel IX secolo Elia di Damasco (Elia ibn ʿUbayd) attribuisce a Herat una sola diocesi suffraganea, quella del Segestan. L'ultimo arcivescovo noto di Herat fu Giorgio di Kaskar, che, secondo la testimonianza di Mari ibn Sulayman, fu consacrato metropolita del Khorasan e del Segestan dal patriarca Sabrisho III Zambur nella seconda metà dell'XI secolo, ma che in seguito lasciò la sua sede per partire missionario in Cina.
A Herat o nella sua regione è stata scoperta una croce processionale risalente all'incirca all'VIII secolo, con inscritta una sezione del salterio in lingua pahlavi, ossia la lingua persiana in epoca sasanide.
Ishodenah di Bassora (IX secolo), nel suo Libro della castità, menziona diversi monasteri fondati a Herat e nelle sue vicinanze nell'VIII e IX secolo.
La città fu conquistata e devastata dai Tartari nel 1221, ma continuò a sussistere una comunità cristiana, forse ancora con un proprio vescovo. Infatti, le fonti trasmettono la notizia secondo cui verso la fine del XIII secolo ai cristiani di Herat fu inviata una copia del Diatessaron in lingua persiana. Herat è ancora menzionata tra le metropolie della Chiesa d'Oriente nelle opere di Abdisho bar Berika all'inizio del XIV secolo, ma probabilmente quest'elenco «peut n'avoir qu'un intérêt rétrospectif».
Herat fu sede anche di una diocesi della Chiesa ortodossa siriaca, attestata dal VII all'XI secolo.

## Cronotassi dei metropoliti
- Yazdoi † (menzionato nel 424)
- Gabriele † (menzionato nel 486)
- Yazdad † (menzionato nel 497)
- Gabriele † (menzionato nel 585)
- Aristo † (? - circa 714/728 deposto)
- Giovanni † (circa 714/728  - circa 731/740 deposto)
- Panahisho † (circa 731/740 - ?)
- Jonas † (circa 799/804 - dopo l'823)
- Anonimo † (all'epoca del patriarca Ishoʿ bar Nun)[8]
- Abramo † (circa 987/999 - ?)
- Giorgio di Kaskar † (circa 1067/1072 - ?)